# Věra Trnková
Věra Trnková (16. března 1934 Berehovo – 27. května 2018) byla česká matematička známá svou prací v oblasti topologie a teorie kategorií.

## Život
Trnková se narodila 16. března 1934 v Berehově, tehdy v Československu a nyní na Ukrajině; její otec byl lesník. V době svých středoškolských studií bydlela s rodinou v Praze. Poté šla studovat matematiku na Karlovu univerzitu, kde se pod vedením Miroslava Katětova věnovala obecné topologii a absolvovala v roce 1957.
Ve své práci na topologii pokračovala na Univerzitě Karlově jako doktorandka Eduarda Čecha, pod jehož vedením v roce 1961 získala titul kandidátky věd disertační prací rovněž na topologické téma. Mnohem později, v roce 1989, získala také doktorát věd. Na fakultě začala Trnková učit v roce 1960. V letech 1967 se stala docentkou a roku 1991 profesorkou. V roce 1999 obdržela titul emeritní profesorky.
Zemřela 27. května 2018.

## Dílo
I když svou kariéru započala v obecné topologii, začala se Věra Trnková již v roce 1962 zabývat teorii kategorií. Byla autorkou více než 100 výzkumných prací a dvou monografií:
- Combinatorial, algebraic and topological representations of groups, semigroups and categories (s Alešem Pultrem, North-Holland Mathematical Library 22, North-Holland, 1980)
- Automata and algebras in categories (s Jiřím Adámkem, Mathematics and its Applications 37, Kluwer, 1990)